# Karl von Einem-Rothmaler
Karl von Einem-Rothmaler, nemški general, * 1. januar 1853, † 7. april 1934.
Bil je minister za vojno Prusije (1903-1909), poveljnik 7. korpusa (1914) in poveljnik 3. armade (1914-1918).